# Ashlyn Gere
 (juin 2015).
Ashlyn Gere, de son vrai nom Kimberly Ashlyn McKamy, née le 14 septembre 1959 à Cherry Point, une base militaire des Marine Corps, est une actrice pornographique américaine qui tourna aussi bien dans des films hétérosexuels que lesbiens. Elle a aussi joué des rôles grand public pour le cinéma et la télévision. Elle est surtout connue pour son rôle dans la série télévisée Space 2063.
Elle fut pom-pom girl au lycée. Elle est deux fois diplômée de l'université du Nevada à Las Vegas, en théâtre et en communication.

## Biographie
Lors des années 1980, elle joua dans plusieurs films de série B. Elle joua notamment en 1987 aux côtés de Linnea Quigley dans Creepozoids, dans lequel elle interprète le rôle de "Kate". Gere utilisait alors le pseudonyme Kim McKamy. Elle fut une doublure (de corps) dans les films Basic Instinct et Proposition indécente. Gere commença à travailler dans des films pornographiques en 1990. Elle devint renommée pour ses performances sexuelles athlétiques. Elle joua sous le pseudonyme Kimberly Patton dans la série Space 2063 de 1995 à 1996. Elle fit aussi des apparitions sous ce nom dans des épisodes de Les Dessous de Palm Beach et MillenniuM.
Gere commença à tourner dans des films X parallèlement à ses apparitions dans des rôles traditionnels. Elle continua sa carrière pornographique alors qu'elle avait un rôle dans les émissions précédemment mentionnées, devenant ainsi une des rares actrices à avoir réussi aussi bien dans sa carrière pornographique que dans sa carrière "grand public" (à l'opposé de la tactique habituelle de ne se consacrer qu'à un aspect ou à l'autre). Elle est également apparue sous le nom de Patton dans les films The One (2001) et Willard (2003), et fut mentionnée sous le nom Kimberly Ashlyn Gere lors d'une apparition pour X-Files.
La première scène anale de Gere eu probablement lieu lors d'un showcase pour l'évènement - Ashlyn Gere - Put It In Gere : Put It In Her Rear. Cependant, elle affirme que sa première scène anale enregistrée fut tournée avec Tom Byron dans Ashlyn Gere - Realities.
Elle est mariée à Marshall Patton (alias Layne Parker) depuis 1988 avec qui elle a eu un enfant. Elle vit actuellement au Texas et travaille comme agent immobilier.
Elle gagna divers AVN Awards. Elle fait partie du XRCO Hall of Fame et de l'AVN Hall of Fame.

## Récompenses
AVN Awards 1993 :
- Performeuse de l'année (Female Performer of the Year)
- Meilleure actrice dans un film (Best Actress - Film) pour Chameleons
- Meilleure actrice dans une vidéo (Best Actress - Video) pour Two Women
- Meilleure scène entre femmes pour Chameleons (avec Deidre Holland)
- Meilleure scène de sexe de groupe dans une vidéo (Best Group Sex Scene - Video) pour Realities 2 (avec Marc Wallice et T.T.Boy)

AVN Awards 1995 :
- Meilleure actrice dans un film (Best Actress - Film) pour The Masseuse 2
- Meilleure actrice dans une vidéo (Best Actress - Video) pour Body & Soul

AVN Hall of Fame
XRCO
- 1992 : XRCO Best Actress (Single Performance) for Chameleons: Not The Sequel
- 1992 : XRCO Best Couples Sex Scene for Chameleons: Not The Sequel (avec Rocco Siffredi)
- 1992 : XRCO Best Girl-Girl Scene for Chameleons: Not The Sequel (avec Deidre Holland)
- 1992 : XRCO Female Performer of the Year
- 2003 : XRCO Hall of Fame

Hot d'Or
- Meilleure actrice américaine

Fans of X-Rated Entertainment
- 1992 : F.O.X.E Female Fan Favorite
- 1993 : F.O.X.E Female Fan Favorite
- 1994 : F.O.X.E Female Fan Favorite

## Filmographie

### Cinéma traditionnel
- 1986 : Dreamaniac : Pat
- 1987 : Cannibales (Lunch Meat) : Roxy
- 1987 : Creepozoids : Kate
- 1988 : Angel III: The Final Chapter : Video Girl #1
- 1988 : Evil Laugh : Connie
- 1991 : Fatal Instinct : la petite amie de Frank Stegner
- 1994 : X-Files : Aux frontières du réel (The X Files) (série TV)
  - Mauvais Sang (Blood) : Bonnie McRoberts
- 1996 : Space 2063 (Space: Above and Beyond) (série TV)
  - La Face cachée du soleil (The Dark Side of the Sun) : Feliciti OH 519
  - Le Complot (Eyes) : Feliciti OH 483
  - Le Cheval de Troie - 2e partie (Choice or Chance) : Feliciti OH
  - Pearly (Pearly) : Feliciti OH
- 1997 : Les Dessous de Palm Beach (Silk Stalkings) (série TV)
  - Pumped Up : Roxy McCall
- 1998 : MillenniuM (série TV)
  - Les Chouettes (Owls) : Clear Knight
  - Les Coqs (Roosters) : Clear Knight
- 1999 : Stripper Wives : Julianna
- 2001 : The One : Dr. Hamilton
- 2003 : Willard : Ms. Leach

### Cinéma pornographique
- 1988 : Lusty Detective
- 1990 : The Last Resort
- 1990 : Club Head
- 1990 : Sweet Angel Ass
- 1990 : Dr. Jeckel & Ms. Hide : Ms. Hide
- 1990 : Sporting Illustrated
- 1990 : Swedish Erotica Featurettes 5
- 1990 : Laid Off
- 1990 : Total Reball
- 1990 : Black Stockings
- 1990 : Eternity
- 1990 : Shifting Gere : Owner of school for strippers
- 1990 : Pleasure Seekers
- 1990 : Scream in the Middle of the Night
- 1990 : Secrets
- 1990 : Night Trips 2
- 1990 : The Adventures of Billy Blues
- 1990 : House of Dreams
- 1990 : All That Sex
- 1990 : The Tease
- 1990 : Bun for the Money
- 1990 : True Sin
- 1990 : Put It in Gere : Girl in Doug's Porn Video
- 1990 : Bush Pilots : Kate
- 1991 : Talk Dirty to Me 8
- 1991 : Cheeks 5: Cop a Feel : Pool 'Pocket'
- 1991 : Magnificent Seven
- 1991 : Deep Inside Centerfold Girls
- 1991 : A Rising Star
- 1991 : Legend 3
- 1991 : The Adventures of Mikki Finn : Ecstasy
- 1991 : Realities
- 1991 : Sleeping Around
- 1991 : Bad : Miss Adams
- 1991 : Mystery of Payne
- 1991 : Laid in Heaven : Kim Smith
- 1991 : Miss 21st Century
- 1991 : Gere Up
- 1991 : Mirage : Jennifer Randall
- 1991 : Imagine
- 1991 : The Lethal Squirt : Girl
- 1991 : Malibu Spice : Shelly
- 1991 : Hot Rod to Hell
- 1991 : The Model
- 1991 : Bush Pilots II: Deeper in the Bush : Kate
- 1991 : Slow Burn
- 1992 : Sexual Instinct
- 1992 : Paper Tiger
- 1992 : Talk Dirty to Me 9
- 1992 : Dresden Diary 7
- 1992 : Tailiens 2
- 1992 : Captain Butt's Beach
- 1992 : Mirage 2
- 1992 : Auction : Rick's slave
- 1992 : Two Women : Lisa
- 1992 : Waterbabies
- 1992 : Wrapped Up
- 1992 : Sunrise Mystery : Tanya
- 1992 : Rêves et fantasmes: Les filles d'Andrew Blake (Andrew Blake's Girls)
- 1992 : Sorority Sex Kittens 2
- 1992 : Chameleons : Casey
- 1992 : Street Angels
- 1992 : Lick Bush
- 1992 : Someone Else : Blaire Wood
- 1992 : Betrayal : Susan
- 1992 : Bedrooms and Boardrooms
- 1993 : Dirty Books
- 1993 : Animal Instinct
- 1993 : Deep Inside Kelly O'Dell
- 1993 : Bigger They Come
- 1993 : Night Train : Miss Eddington
- 1993 : Best of Andrew Blake
- 1994 : Tasty Treats
- 1994 : Grand Prix Australia
- 1994 : Dirty Looks
- 1994 : Aroused : Lynette
- 1994 : Sex 3: After Seven : Anna
- 1994 : Masseuse 2 : Noreen
- 1994 : Last Resort
- 1994 : Cheating : Cynthia, Keith's Wife
- 1994 : Private Video Magazine 18
- 1995 : Photoplay : Miss Fitz
- 1995 : Internal Affairs
- 1995 : Simply Blue
- 1995 : Deep Inside Tyffany Million
- 1995 : Ashlyn Rising : Lydia
- 1995 : Dark and Deadly
- 1995 : Extreme Sex 4: The Experiment
- 1995 : Aroused 2
- 1995 : Action Packed
- 1995 : Night Vision
- 1995 : Sorority Sex Kittens 3 : Lila Cantrell
- 1997 : The Hunter
- 1997 : Born to Be Bad
- 1997 : Decadence
- 1998 : All American Superstars
- 1998 : Tons of Cum 25
- 1999 : Faith Betrayed : Leader of the Strippers
- 1999 : House of Whores : Prostitute
- 1999 : Whack Attack 5
- 1999 : Cock Smokers 12
- 2000 : Extreme Revolution
- 2000 : Purity and Innocence
- 2001 : Do You Kiss Your Mother with That Mouth?
- 2001 : Deep Inside Racquel Darrian
- 2001 : Teachers Pet
- 2002 : Club Sin : Elsa
- 2002 : Crime & Passion : Heather Bocklyn / Gina
- 2002 : Sunset Stripped : Leslie Jennings
- 2003 : Barbara Broadcast Too
- 2004 : Garden of Eatin'
- 2005 : Racquel's Award Winning Sex
- 2007 : Hardly Hartley